# Max Apffelstaedt
Max Franz Apffelstaedt (* 4. März 1863 in Münster; † 18. Juni 1950 in Bad Salzuflen) war ein deutscher Zahnarzt, Kunstsammler und Aktivist des Nationalsozialismus. Er war der Gründungsdirektor der Universitätszahnklinik in Münster.

## Leben
Max Apffelstaedt war der Sohn des Kaufmanns Albert Apffelstaedt aus Münster und dessen Ehefrau Katharina, geborene Freitag. Laut Familienüberlieferung stammen seine Vorfahren aus Thüringen und wurden 1742 durch den Fürsten von Schwarzburg-Sondershausen in den Adelsstand erhoben.
Nach dem Besuch des Realgymnasiums ging Apffelstaedt an die dortige königliche Akademie und begann 1884 ein Studium der Kunstgeschichte, der Archäologie und der Neueren Sprachen in Münster, Berlin und Göttingen bis 1889/1890. Es folgte ein Englandaufenthalt, wo er 1890 Lehrer am St. John‘s College in London wurde. Nach der Rückkehr nach Deutschland begann er 1891 das Studium der Zahnheilkunde in München, Berlin und Chicago. Im Juni 1893 legte er die zahnärztliche Prüfung ab und erhielt seine Approbation, worauf im September 1893 seine Niederlassung als Zahnarzt in Münster erfolgte. Der Kunsthistoriker Hanns Joachim Apffelstaedt (1902–1944) war sein zweitältester Sohn.
Seit 1884 war Apffelstaedt Mitglied, später Alter Herr der Münsterer Burschenschaft Franconia. Während seines Studienaufenthaltes in Berlin gehörte er auch zeitweilig der Berliner Burschenschaft Cimbria an.

## Zahnmedizinische Laufbahn
Im Jahre 1900 führte er zahnärztliche Reihenuntersuchungen an ca. 1000 Kindern aus Münster und Umgebung durch. 1907 erhielt er einen Lehrauftrag an der Universität Münster, wo er 1908 Initiator und Direktor des im selben Jahr neu gegründeten zahnärztlichen „Instituts i.E.“ („in Entwicklung“) wurde. 1914 richtete er nach Kriegsbeginn eigenverantwortlich eine Abteilung für Kopf- und Kieferschussverletzte im Reservelazarett Schützenhof in Münster ein. 1918 wurde er Titularprofessor in Münster,  im Januar 1922 planmäßiger außerordentlicher Professor, wobei er erst im März 1922 zum Dr. med. dent. an der Universität Hamburg promovierte. Im November 1926 wurde er ordentlicher Professor. Im März 1929 wurde er  emeritiert und arbeitete fortan in eigener Praxis in Münster. Gegen Ende des Zweiten Weltkriegs wurde seine  Praxis zerstört. Seine Flucht führte ihn nach Bad Salzuflen, wo er bis zu seinem Tod 1950 wohnhaft war. Sein Grab befindet sich auf dem Zentralfriedhof in Münster.

## Arbeits- bzw. Forschungsschwerpunkte
Zahnärztliche Chirurgie; chirurgische Prothetik; zahnärztliche Radiologie, Radiumbehandlung und Hochfrequenzströme; Schulzahnpflege; Missbildungen der Kiefer und Zähne; Universitätsgeschichte; Theater und bildende Kunst. Begründer des weltweit beachteten „Apffelstaedtschen Kastensystems“, einer neuartigen Methode der zahnärztlichen Brückenarbeit. Sein „Atlas und Grundriß der Mißbildungen der Kiefer und Zähne“, gilt als erste zentrale Schrift zur zahnheilkundlichen Teratologie im deutschsprachigen Raum.

## Kunstsammler
Apffelstaedt war ein bedeutender und investitionsfreudiger Kunstsammler (insbesondere altwestfälischer Kunst) und Stifter. Er betätigte sich als Lyriker und war Mitglied des „Literarischen Klubs“ in Münster.  Er stand in engem Kontakt mit Hermann Löns und den Brüdern Julius und Heinrich Hart sowie mit einigen Künstlern des Stadttheaters in Münster. Er betätigte sich überdies als Kunst- und Theaterkritiker und war der Nachlassverwalter von Löns.

## Zeit des Nationalsozialismus
Max Apffelstaedt trat zum 1. Mai 1933 der NSDAP bei (Mitgliedsnummer 2.167.419). Im gleichen Jahr wurde er Mitglied des Nationalsozialistischen Deutschen Dozentenbundes, des Nationalsozialistischen Deutschen Studentenbundes, sowie ab 1935 der Reichsschrifttumskammer und der Reichskulturkammer. Er war Mitbegründer des Kampfbundes für deutsche Kultur sowie direkt nach der Wahl Adolf Hitlers Vertrauensmann des Kultusministeriums für Münster. Er gehörte der Vereinigung Alter Burschenschafter Münster an und war Gründer des Vereins Deutscher Zahnärzte in Westfalen. Die Westfälische Wilhelms-Universität Münster verlieh ihm 1943 die Ehrenbürgerschaft. Eine Straße in Münster wurde später nach ihm benannt. Eine Umbenennung der Straße wurde seit dem 19. Februar 2020 durch die SPD-Fraktion in der Bezirksvertretung West der Stadt Münster gefordert und am 21. Mai 2021 durch den Stadtrat beschlossen.

## Nachlass
Der Nachlass von Max Apffelstaedt wird heute in der Universitätsbibliothek Münster verwaltet.

## Ehrungen und Auszeichnungen
- Eisernes Kreuz II. Klasse am schwarz-weißen Band (für Verdienste im Ersten Weltkrieg)
- 1943 Ehrenbürger der Westfälischen Wilhelms-Universität[11]
- 1943 Ehrenmitglied der Deutschen Zahnärzteschaft (Ernennung durch „Reichszahnärzteführer“ Ernst Stuck)
- 1949 Ehrenmitglied der Zahnärztlichen Dozentenvereinigung
- Ehrenmitglied des Zahnärztlichen Vereins für Ostfriesland
- „Ehrenbeamter“ der Stadt Münster
- 1979 (posthum) Namensgeber der „Apffelstaedtstraße“ in Münster, deren Umbenennung aufgrund der NS-Vergangenheit am 21. Mai 2021 beschlossen wurde
- mehrere Ehrenmitgliedschaften in zahnärztlichen Vereinen

## Werke (Auswahl)
33 Publikationen, darunter auch weitere zur Münsteraner Kulturszene:
- Über eigentümliche Zahngebilde, Dt. Mschr. Zahnheilk. 31 (1913), S. 137–143;
- Neues Verfahren für die Herstellung der Gesichtsplastiken, Dt. Mschr. Zahnheilk. 32 (1914), S. 45–54;
- Über die Behandlung von Kieferschußverletzungen unter Vermeidung extra-intraoraler Verbände (Diss.) (1922) – auch in Buchform: Über die Behandlung von Kieferschußverletzungen unter Vermeidung extra-intraoraler Verbände (1923);
- Über die Behandlung des Mundkrebses mit Radium, Dt. Mschr. Zahnheilk. 45 (1927), S. 865–874;
- Randbemerkungen zu Rettebers Hypothese über Struktur und Ursprung des Schmelzes der Nagezähne, Zahnärztl. Rdsch. 36 (1927), S. 377f.
- Zur Arsenfrage, Zahnärztl. Rdsch. 37 (1928), S. 1773–1780;
- Atlas und Grundriß der Mißbildungen der Kiefer und Zähne (1928) (zus. mit E. Herbst) – auch als: Malformations of the Jaws and Teeth (1930) (zus. mit E. Herbst);
- Die geschichtliche Entwicklung der Universität Münster (1932);
- Die Heilige Apollonia, Schutzpatronin der Zahnärzte, ZM 25 (1934) (Sonderheft), S. 11–26;
- Einfälle und Ausfälle eines Weltkindes, Leipzig, 1940.
- Künstlernaturen in der Ärzte- und Zahnärzteschaft, ZM 27 (1936), S. 231–234; „Denn wir fahren gegen Engelland“: Über die Entstehung der Lönsschen Matrosenlieder (1941)